# 30362 Jenniferdean
30362 Jenniferdean è un asteroide della fascia principale. Scoperto nel 2000, presenta un'orbita caratterizzata da un semiasse maggiore pari a 2,2569888 UA e da un'eccentricità di 0,0997321, inclinata di 4,52144° rispetto all'eclittica.